# الکساندر اولسن
الکساندر اولسن (نروژی: Alexander Olsen; ۵ مارس ۱۸۹۹ – ۴ ژوئن ۱۹۷۵) بازیکن فوتبال اهل نروژ بود.
از باشگاه‌هایی که در آن بازی کرده‌است می‌توان به باشگاه فوتبال بران اشاره کرد.
وی همچنین در تیم ملی فوتبال نروژ بازی کرده‌است.